# Осипов, Владимир Алексеевич
Владимир Алексеевич Осипов — советский хозяйственный и политический деятель.

## Биография
Родился в 1952 году в Летском районе Коми АССР. Член КПСС с 1982 года.
Окончил семилетнюю школу.
В 1969—1971 гг. — слесарь, помощник вальщика Якуньельского лесопункта.
В 1971—1973 гг. — военнослужащий Советской армии.
В 1973—1991 гг. — бригадир-вальщик леса Якуньельского лесопункта Летского леспромхоза производственного объединения «Прилузлес»
Избирался депутатом Верховного Совета СССР 11-го созыва. Делегат XXVII съезда КПСС.
Живёт в Прилузском районе Коми. Почетный гражданин Прилузского района Республики Коми (2007).

## Награды
- Орден Трудовой Славы II степени
- Орден Трудовой Славы III степени